# 2017
- Wikisource

| Calendário gregoriano                                                        | 2017 MMXVII                         |
| Ab urbe condita                                                              | 2770                                |
| Calendário arménio                                                           | 1467 – 1468                         |
| Calendário bahá'í                                                            | 173 – 174                           |
| Calendário budista                                                           | 2561                                |
| Calendário chinês                                                            | 4713 – 4714 Início a 28 de janeiro  |
| Calendário copta                                                             | 1733 – 1734                         |
| Calendário etíope                                                            | 2009 – 2010                         |
| Calendários hindus - Vikram Samvat - Calendário nacional indiano - Cáli Iuga | 2072 – 2073 1938 – 1939 5117 – 5118 |
| Calendário Holoceno                                                          | 12017                               |
| Calendário islâmico                                                          | 1439 – 1440                         |
| Calendário judaico                                                           | 5777 – 5778 Início a 21 de setembro |
| Calendário persa                                                             | 1395 – 1396 Início a 21 de março    |
| Calendário rúnico                                                            | 2267                                |
| Calendário solar tailandês                                                   | 2560                                |

2017 (MMXVII, na numeração romana) foi um ano comum do século XXI que começou num domingo, segundo o calendário gregoriano. A sua letra dominical foi A. A terça-feira de Carnaval ocorreu a 28 de fevereiro e o domingo de Páscoa a 16 de abril. Segundo o horóscopo chinês, foi o ano do Galo, começando a 28 de janeiro.

| Evento                                                   | Data            | Hora  |
| -------------------------------------------------------- | --------------- | ----- |
| Aquário                                                  | 19 de janeiro   | 21:24 |
| Peixes                                                   | 18 de fevereiro | 11:32 |
| primavera no hemisfério norte e outono no hemisfério sul |                 |       |
| Carneiro/equinócio                                       | 20 de março     | 10:29 |
| Touro                                                    | 19 de abril     | 21:28 |
| Gémeos                                                   | 20 de maio      | 20:31 |
| verão no hemisfério norte e inverno no hemisfério Sul    |                 |       |
| Caranguejo/solstício                                     | 21 de junho     | 04:25 |
| Leão                                                     | 22 de julho     | 15:16 |
| Virgem                                                   | 22 de agosto    | 22:21 |
| Outono no Hemisfério Norte e Primavera no Hemisfério Sul |                 |       |
| Balança/equinócio                                        | 22 de setembro  | 20:02 |
| Escorpião                                                | 23 de outubro   | 05:27 |
| Sagitário                                                | 22 de novembro  | 03:05 |
| inverno no hemisfério norte e verão no hemisfério sul    |                 |       |
| Capricórnio/solstício                                    | 21 de dezembro  | 16:28 |

| UTC: Portugal Continental, Madeira, Guiné-Bissau e São Tomé e Príncipe Subtrair (-): 1 h nos Açores e Cabo Verde 2 h nas Ilhas oceânicas brasileiras 3 h em Brasília, em Goiás, na Amazônia Oriental Brasileira e no nordeste, sudeste e sul brasileiros 4 h na Amazônia Ocidental Brasileira, Mato Grosso e Mato Grosso do Sul 5 h no Acre e sudoeste do Amazonas Adicionar (+): 1 h em Angola e Guiné Equatorial 2 h em Moçambique 8 h em Macau 9 h em Timor-Leste. |
| Adicionar uma hora durante a vigência do horário de verão: Portugal Continental : De 26 de março a 29 de outubro de 2017 |

| Ano completo                    |
| ------------------------------- |
| Ano comum com início ao domingo |

A ONU (Organização das Nações Unidas) declarou este ano o "Ano Internacional do Turismo Sustentável para o Desenvolvimento", com o objetivo de promover esta atividade econômica, conscientizando sobre a importância de promovê-la e realizá-la de forma responsável.

## Eventos

### Janeiro
1 de janeiro

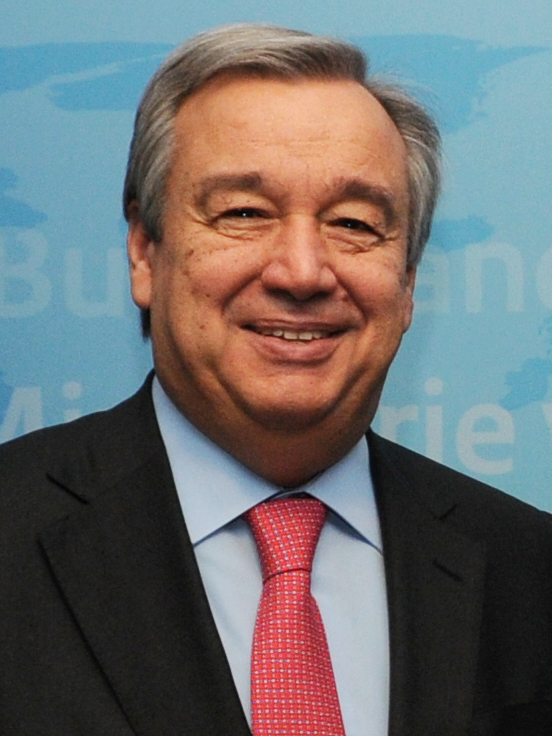
António Guterres, atual secretário-geral da ONU

- O português António Guterres (imagem) torna-se o novo secretário-geral das Nações Unidas.[2][3]
- Em Manaus, 56 presos foram mortos em tumultos concentrados no Complexo Penitenciário Anísio Jobim.[4][5]
- No Brasil, prefeitos eleitos através das eleições do ano passado tomam posse.[6]
- Ocorre um atentado terrorista a uma casa noturna em Istambul, Turquia, ocasionando 39 mortos e 69 feridos.[7][8]
- O letreiro de Hollywood, em Los Angeles, Estados Unidos é vandalizado, passando a ser visto ao longe "Hollyweed", numa alusão à maconha, já que "weed" é "erva" em língua portuguesa.[9][10]

3 de janeiro
- Sismo de 4,5 na escala de Richter atinge o Maranhão e o Piauí.[11][12][13]

6 de janeiro
- Em Boa Vista, 31 presos foram mortos em ação atribuída ao PCC na Penitenciária Agrícola de Monte Cristo.[14][15]

7 de janeiro
- Morre aos 92 anos, Mário Soares, político português e antigo Presidente da República Portuguesa.[16][17][18]

8 de janeiro
- O filme La La Land ganha sete Golden Globes.[19][20]

14 de janeiro
- Durante uma rebelião na Penitenciária Estadual de Alcaçuz, 26 presos são assassinados por detentos de facções rivais.[21][22]

19 de janeiro
- Queda de avião em Paraty, Rio de Janeiro cai com 4 pessoas a bordo, sendo o ministro do STF e relator da Lava Jato, Teori Zavascki uma das vítimas fatais.[23][24][25]

20 de janeiro
- Chega ao fim o segundo mandato de Barack Obama como presidente dos Estados Unidos e Donald Trump é empossado.[26][27]

### Fevereiro
3 de fevereiro
- Morre aos 66 anos, vítima de AVC, no Hospital Sírio-Libanês, a ex-primeira-dama Marisa Letícia Lula da Silva.[28][29]
- Um homem é baleado por um soldado após tentar invadir o Museu do Louvre, em Paris, portando dois facões e ferindo um militar em uma tentativa de ataque terrorista.[30]
- Espírito Santo passa pela maior crise de segurança do estado.[31][32]

4 de fevereiro
- Mais de 100 pessoas morrem após aumento da violência urbana no estado brasileiro do Espírito Santo por conta da greve da Polícia Militar deste estado.

8 de fevereiro
- TRE-RJ determina cassação dos mandatos do governador do Rio de Janeiro, Luiz Fernando Pezão e do vice Francisco Dornelles.[33]

11 de fevereiro
- Eclipse lunar penumbral.

17 de fevereiro
- Morre aos 86 anos, Gianuário Carta, político italiano e ministro da Democracia Cristã.

26 de fevereiro
- Ocorre a 89° cerimônia do Óscar. Moonlight ganha o prêmio de melhor filme, após, em gafe histórica, o filme La La Land ser erroneamente anunciado como ganhador do prêmio.[34][35]
- Um eclipse solar é visto em partes da América do Sul e África.[36]

28 de fevereiro
- A escola de samba Acadêmicos do Tatuapé é a campeã pela primeira vez do desfile das escolas de samba de São Paulo.[37]
- Acidentes com carros alegóricos durante os desfiles das escolas: Paraíso do Tuiuti, União da Ilha do Governador, Mocidade Independente de Padre Miguel e Unidos da Tijuca deixaram aproximadamente 30 pessoas feridas entre componentes e espectadores.[38]

### Março
1 de março
- A GRES Portela conquista seu 22º título do Carnaval do Rio de Janeiro após 33 anos.[39]

3 de março
- Nintendo, lança o Nintendo Switch e The Legend of Zelda: Breath of the Wild é lançado para Wii U e Nintendo Switch, sendo o último grande jogo da empresa japonesa Nintendo para o console Wii U.[40]

6 de março
- Bicentenário da Revolução Pernambucana.[41][42]

10 de março
- A Corte Constitucional da Coreia do Sul confirmou a destituição da presidente Park Geun-hye.[43]

16 de março
- Explosão de carta-bomba no escritório do FMI em Paris deixa 1 ferido.[44]
- Tiroteio em escola deixa feridos em Grasse, no sul da França.[45]

22 de março
- Atentado em Westminster de 2017 - Tiroteio nos arredores do Palácio de Westminster, onde funciona o Parlamento do Reino Unido em Londres, deixa 4 mortos e 20 feridos.[46]

24 de março
- Tiroteio em frente a uma estação de metrô em Lille, França, deixa três feridos.[47]

### Abril
3 de abril
- Ataque terrorista deixa ao menos 14 mortos e dezenas de feridos no metrô de São Petersburgo, na Rússia.[48][49]

4 de abril
- O governo sírio é acusado do uso de arma química (gás sarin) em um ataque que culminou em mais de oitenta mortes.[50]

5 de abril
- A Liga das Escolas de Samba do Rio de Janeiro julgou recurso interposto pela GRES Mocidade Independente de Padre Miguel, que contestava a perda de pontos da escola por parte de um jurado que avaliou baseado em um documento errado fornecido pela própria Liga, sendo assim, o recurso foi provido em reunião com presidentes das demais agremiações e o Carnaval do Rio de Janeiro tem duas campeãs, a GRES Mocidade Independente de Padre Miguel e a GRES Portela.[51]

6 de abril
- Explosão em prédio residencial em São Petersburgo, na Rússia, não deixa feridos, embora as equipes de segurança já tivessem desativado explosivos mais cedo no mesmo local.[52]
- Os Estados Unidos lançam dezenas de mísseis contra a Síria em resposta ao ataque químico.[53]

7 de abril
- Atentado terrorista mata quatro pessoas e deixa doze feridos em Estocolmo, na Suécia.[54]

9 de abril
- Atentados terroristas em duas igrejas cristãs coptas nas cidades de Tanta e Alexandria, no Egito, deixam ao menos quarenta e quatro mortos.[55]
- Atentado com carro-bomba deixa dez mortos em Mogadíscio, na Somália.[56]

10 de abril
- Tiroteio em escola de San Bernardino, na Califórnia, deixam dois mortos e dois feridos.[57]

11 de abril
- Explosão mata dez pessoas em Diyarbakir, na Turquia.[58]

13 de abril
- Os Estados Unidos usaram pela 1ª vez a 'maior bomba não-nuclear' em cavernas do Estado Islâmico no Afeganistão.[59]

15 de abril
- Terremoto de magnitude 6,1 atinge o norte do Chile.[60]
- Morre aos 117 anos Emma Morano, considerada a pessoa mais velha do mundo e decana da humanidade, sendo também a última pessoa nascida em 1899.[61][62]

20 de abril
- Atentado terrorista na Avenida Champs-Élysées, em Paris, deixa policial e suspeito mortos.[63]

### Maio
4 de maio

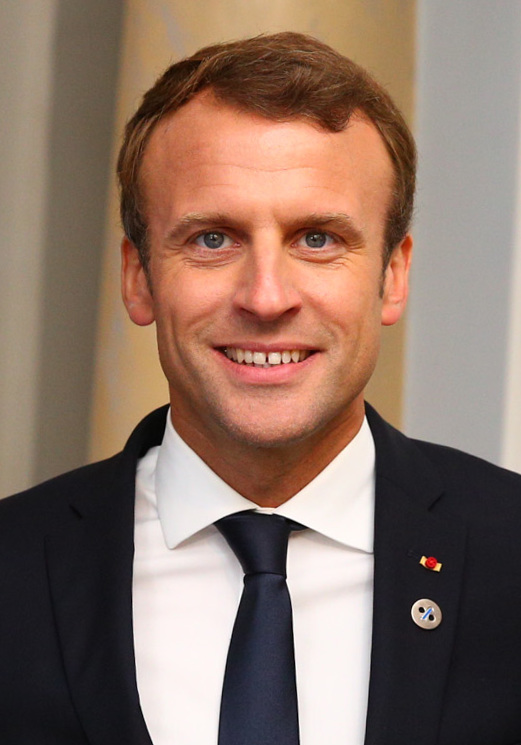
Emmanuel Macron, presidente da França

- Primeiro satélite brasileiro é lançado e entra em operação em junho.[64]

6 de maio
- Tiroteios em Paris às vésperas das eleições presidenciais deixaram um ferido que se encontrava dentro do carro no estacionamento de um restaurante Burger King.[65]

7 de maio
- Emmanuel Jean-Michel Frédéric Macron (imagem) vence as eleições presidenciais e é eleito o novo presidente da França, tomando posse em 14 de maio[66]
- Maior ataque cibernético da história. Um ransomware chamado "WannaCry" que infecta e criptografa os dados das máquinas infectou mais de 130 mil máquinas que utilizavam o sistema Windows da Microsoft em mais de 100 países. Os hackers cobraram cerca de 300 dólares americanos a serem pagos com bitcoins para o "resgate" dos dados. O ransomware WannaCry foi desenvolvido pela NSA mas acabou sendo roubado por hackers.[67][68][69][70]

13 de maio
- Comemorou-se o centenário da primeira aparição de Nossa Senhora de Fátima aos Três Pastorinhos, em Fátima, Portugal; com a presença do Papa Francisco.[71][72][73]
- Portugal vence o Festival Eurovisão da Canção 2017 pela 1ª vez, em Kiev, Ucrânia.[74]

14 de maio
- SL Benfica conquista o inédito tetracampeonato da Primeira Liga

- Emmanuel Macron toma posse como Presidente da França. Com 39 anos, é o mais jovem presidente da História da França, sucedendo François Hollande.[75][76]

22 de maio
- Atentados terroristas deixam 22 mortos e 59 feridos em Manchester, na Inglaterra, após um show da cantora norte-americana Ariana Grande.[77][78]

### Junho
3 de junho
- Atentado terrorista em Londres faz 7 mortos e 48 feridos.[79]

4 de junho
- A cantora Ariana Grande, junto com vários outros artistas, realiza o concerto beneficente One Love Manchester, em memória das vítimas do atentado à bomba que ocorreu em seu show duas semanas antes em Manchester, Inglaterra.[80] As vítimas do atentado em Londres, que ocorreu no dia anterior, também foram homenageadas durante o evento.

9 de junho
- No Marrocos, em Djebel Irhoud, são encontrados fósseis humanos de 300 mil anos, os mais antigos.[81][82]

10 de junho
- Abertura da Expo 2017 em Astana, no Cazaquistão, que terminou no dia 10 de setembro.[83]

14 de junho
- Incêndio urbano no bairro de Kensington em Londres, Reino Unido, provoca várias dezenas de vítimas.[84]

17 de junho
- Início da décima edição da Copa das Confederações de Futebol na Rússia.[85][86]
- Incêndio florestal em Pedrógão Grande, Portugal, provocando 64 vítimas mortais e mais de 100 feridos.[87]

### Julho
12 de julho
- O ex-presidente Luiz Inácio Lula da Silva é condenado pelo juiz Sergio Moro a 9 anos e 6 meses de prisão no Caso do Triplex do Guarujá. É a primeira vez, desde a Constituição de 1988, que um ex-presidente é condenado criminalmente.[88]

20 de julho
- Chester Bennington, vocalista da banda Linkin Park, é encontrado morto em sua residência privada, localizada em Palos Verdes Estates, Califórnia.[89]
- 20 de Julho Dia Mundial contra o suicídio no Rock.[90]

### Agosto
1 de agosto
- A China inaugura a Base de Apoio do Exército de Libertação Popular da China em Djibouti, sua primeira base militar em território estrangeiro.

3 de agosto
- Neymar é oficialmente contratado pelo clube francês Paris Saint Germain.

7 de agosto
- eclipse lunar parcial.[91]

14 de agosto
- Deslizamentos de terra em Serra Leoa, provoca mais de 300 mortos e mais de 600 desaparecidos.[92][93]

15 de agosto
- Queda de árvore no Monte, no Funchal, provoca treze mortos e dezenas de feridos numa festa dedicada à padroeira da ilha.[94]

17 de agosto
- Atentados terroristas do Estado islâmico causam a morte de ao menos 14 pessoas e ferimentos em mais de 100 na Catalunha, Espanha.[95]

20 de agosto
- Morre em Las Vegas o ator, roteirista, diretor, produtor, cantor e filantropo Jerry Lewis (n.1926).

21 de agosto
- Primeiro eclipse solar total do século XXI na América do Norte e pôde ser visto também na América Central e ao norte da América do Sul.[96][97]
- Ocorre um sismo na ilha de Ísquia, no Golfo de Nápoles, causando 2 mortos e 36 feridos.[98][99]

22 de agosto
- Naufrágio do Comandante Ribeiro.[100]

27 de agosto
- Amazonino Mendes é eleito para o 4º mandato de Governador do Amazonas.[101]

30 de agosto
- Furacão Irma se forma perto na costa da ilha africana de Cabo Verde, seguindo em direção ao Caribe, como Tempestade Tropical, indo para Furacão

### Setembro
3 de setembro
- Coreia do Norte faz um teste com uma bomba de Hidrogênio, seu maior teste nuclear, aumentando as tensões na península coreana.[102][103]

6 de setembro
- Furacão Irma chega ao Caribe, como categoria 5, com ventos máximos de 300 km/h, rumo aos Estados Unidos, na Flórida. Junto ao Irma se forma o Furacão Jose e o Furacão Katia, que está no Golfo do México, indo em direção a Costa Mexicana...

10 de setembro
- Furacão Irma chega a Flórida após devastar o Caribe.[104]

15 de setembro
- A sonda Cassini mergulha em Saturno, sendo destruída na atmosfera após estar em órbita do planeta desde 2004, assim encerrando sua missão.[105]

16 de setembro
- Morre o apresentador e jornalista Marcelo Rezende aos 65 anos.[106]

18 de setembro
- Tiroteio em Rio de Janeiro, 6 mortos, 16 presos, 22 fuzis, 2 bombas, 8 granadas, 84 carregadores e mais de 2 mil munições, 950 Militares do Exército[107]

19 de setembro
- Terremoto de magnitude 7,1 deixa pelo menos 358 mortos no México, esse foi o segundo terremoto que atingiu o país só nesse mês.[108]

24 de setembro
- Angela Merkel conquista seu quarto mandato na eleição federal alemã de 2017.[109]

### Outubro
1 de outubro
- Realizam-se as eleições autárquicas em Portugal.[110]
- Referendo na Catalunha sobre sua independência da Espanha.[111]
- Atirador solitário em Las Vegas causa o maior massacre com armas de fogo na história dos EUA.[112][113][114]

2 de outubro
- Jeffrey C. Hall, Michael Rosbash e Michael Warren Young laureados com o Nobel de Fisiologia ou Medicina por suas descobertas dos mecanismos moleculares controlando o ritmo circadiano.[115]

3 de outubro
- Rainer Weiss, Barry Barish e Kip Thorne laureados com o Nobel de Física "por contribuições decisivas para o detector LIGO e a observação de ondas gravitacionais".[116]

4 de outubro
- Jacques Dubochet, Joachim Frank e Richard Henderson laureados com o Nobel de Química "pelo desenvolvimento da microscopia crioeletrônica para a determinação em alta-resolução da estrutura de biomoléculas em solução".[117]

5 de outubro
- Kazuo Ishiguro laureado com o Nobel de Literatura "que, em romances de grande força emocional, descobriu o abismo sob nosso ilusório senso de conexão com o mundo".[118]
- Homem ateia fogo em creche e em seu próprio corpo no município brasileiro de Janaúba, em Minas Gerais, deixando dezenas de feridos e mortos; dentre estes o suicida, crianças e a professora Heley de Abreu Silva Batista, que ficou conhecida por ter salvo várias crianças.[119]

9 de outubro
- Richard Thaler laureado com o Nobel de Economia "por suas contribuições para a economia comportamental".[120]

10 de outubro
- Catalunha declara, unilateralmente, sua independência da Espanha.[121]

12 de outubro
- Comemorou-se o tricentenário da primeira aparição de Nossa Senhora da Conceição Aparecida.[122][123]

14 de outubro
- Ocorre, na Somália, um ataque terrorista com caminhões-bombas em Mogadíscio (capital do país), resultando em mais de 350 mortes, quase 400 feridos e 56 pessoas desaparecidas.[124]

15 de outubro
- Entrou em vigor o horário brasileiro de verão nas regiões sul, sudeste e centro-oeste do país.[125]
- Dia com mais incêndios em Portugal, 500 incêndios ao todo, matando 49 pessoas, 45 em Portugal e 4 na Galiza, também atingida pelos incêndios.[126]

20 de outubro
- Dois adolescentes são mortos e outros quatro ficam feridos após atentado no Colégio Goyases, em Goiânia.[127]

22 de outubro
- Eleições parlamentares antecipadas no Japão dão vitória ao primeiro-ministro Shinzo Abe.[128]
- Eleições legislativas na Argentina dão vitória ao governo do atual presidente Mauricio Macri.[129]
- As regiões italianas de Vêneto e Lombardia votam em referendos por maior autonomia em relação ao governo italiano.[130]

25 de outubro
- Câmara dos Deputados rejeita enviar ao Supremo Tribunal Federal segunda denúncia contra o presidente Michel Temer. Foram 251 votos a favor do arquivamento contra 233 pelo prosseguimento da investigação.[131][132][133]

31 de outubro
- As igrejas protestantes e evangélicas comemoram os 500 anos da Reforma.[134][135]

### Novembro
7 de novembro

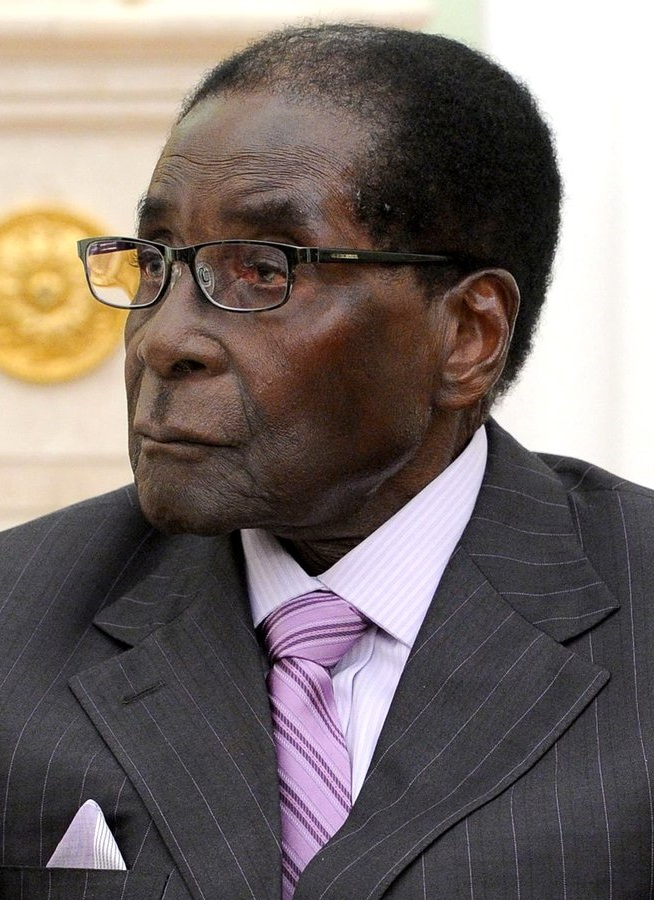
Robert Mugabe, presidente do Zimbabwe, de 1987 até 2017

- Centenário da Revolução de Outubro pelo calendário gregoriano.[136][137]

12 de novembro
- Terremoto no Irã de magnitude 7,3 na escala Richter deixa mais de 400 mortos e milhares de feridos.[138]

15 de novembro
- Morre o rapper Lil Peep
- Seca grave no sul da Europa, principalmente na Península Ibérica. Várias nascentes ficam sem água, incluindo as do Rio Douro.[139]

21 de novembro
- Chega ao fim a ditadura de Robert Mugabe (imagem) no Zimbabwe.[140]

29 de novembro
- O Grêmio se torna tricampeão da Copa Libertadores da América

30 de novembro
- Diário Oficial da União publica última edição impressa depois de 155 anos.[141][142]

### Dezembro
6 de dezembro
- Finlândia celebra o centenário da sua independência da Rússia.[143][144][145]
- Donald Trump reconhece Jerusalém como capital de Israel e anuncia mudança de embaixada.[146]

13 de dezembro
- Em Portugal é fundado o partido político Iniciativa Liberal.[147]

14 de dezembro
- Disney compra Fox por 52 bilhões de dólares americanos.[148]

15 de dezembro
- O AIM é descontinuado.[149]

16 de dezembro
- O Real Madrid vence o Grêmio por 1 a 0 com gol de Cristiano Ronaldo e conquista seu sexto Mundial de Clubes.[150]

18 de dezembro
- O vocalista principal do grupo de k-pop Shinee, o sul-coreano Kim Jong-hyun, é encontrado inconsciente em apartamento, falecendo nesse mesmo dia.[151][152]

25 de dezembro
- Motorista invade estação de metrô em Moscou com um ônibus e deixa mortos.[153]

## Epacta e idade da Lua
| Epacta gregoriana | 2 (II)  |
| Idade da Lua      | Letra b |

## Por tema
- 2017 no Brasil
- 2017 na ciência
- 2017 no cinema
- Desastres em 2017
- 2017 no desporto
- Eleições em 2017
- 2017 nos jogos eletrônicos
- 2017 na literatura
- Mortes em 2017
- 2017 na música
- 2017 em Portugal
- 2017 na televisão